# Hartigia
Hartigia is een geslacht van echte halmwespen (familie Cephidae).

## Soorten
- H. etorofensis Takeuchi, 1955
- H. helleri (Taschenberg, 1871)
- H. linearis (Schrank, 1781)
- H. nigra

Bramestengelboorder (Harris, 1776)
- H. xanthostoma (Eversmann, 1847)